# Асуанский гидроузел
Асуанский гидроузел — крупнейшая комплексная гидротехническая система сооружений в Египте на реке Нил, близ Асуана — города на первом пороге Нила. Главный инженер проекта — Николай Малышев. Две плотины преграждают реку в этом месте: новая «Асуанская верхняя плотина» (известная как Высотная Асуанская плотина) (араб. السد العالي‎, Ас-Сад эль-Аали) и старая «Асуанская плотина» (араб. سد أسوان‎) или «Асуанская нижняя плотина».
Нил берёт начало у оз. Виктория на юге Африки. Протекая на север до Средиземного моря, река разделяет материк на западную и восточную части, пересекая на своём пути Уганду, Эфиопию, Судан и заканчивая Египтом. Каждое из этих государств имеет свои интересы в использовании её водных ресурсов.
Без водохранилища Нил выходил из берегов каждый год в течение лета, переполняясь потоком вод востока Африки. Эти наводнения несли плодородный ил и минералы, которые сделали почву вокруг Нила плодородной и идеальной для сельского хозяйства. Поскольку население по берегам реки росло, то возникла потребность управлять потоками воды, чтобы защитить сельхозугодья и хлопковые поля.
Среднегодовой сток Нила в районе Судана и Египта оценивается в 84 млрд м. куб. Среднегодовой сток реки подвержен значительным колебаниям. Снижение стока в отдельные годы достигает 45 млрд м. куб., что приводит к засухам, подъём до 150 млрд м. куб. вызывает наводнения.
В многоводном году целые поля могли быть полностью смыты, в то время как в низководном году был широко распространён голод вследствие засухи. Цель этого водного проекта состояла в том, чтобы предотвратить наводнения, обеспечить Египет электричеством и создать сеть оросительных каналов для сельского хозяйства.

## Ссылки

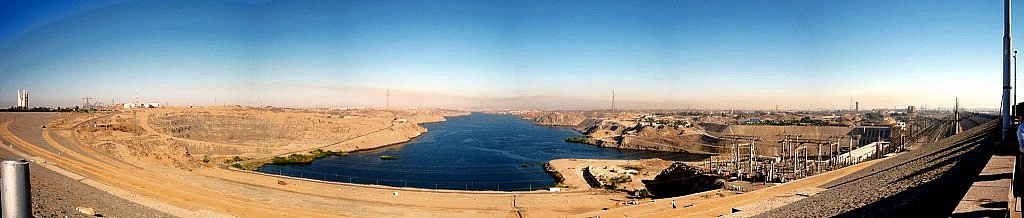
Панорама Высотной Асуанской плотины
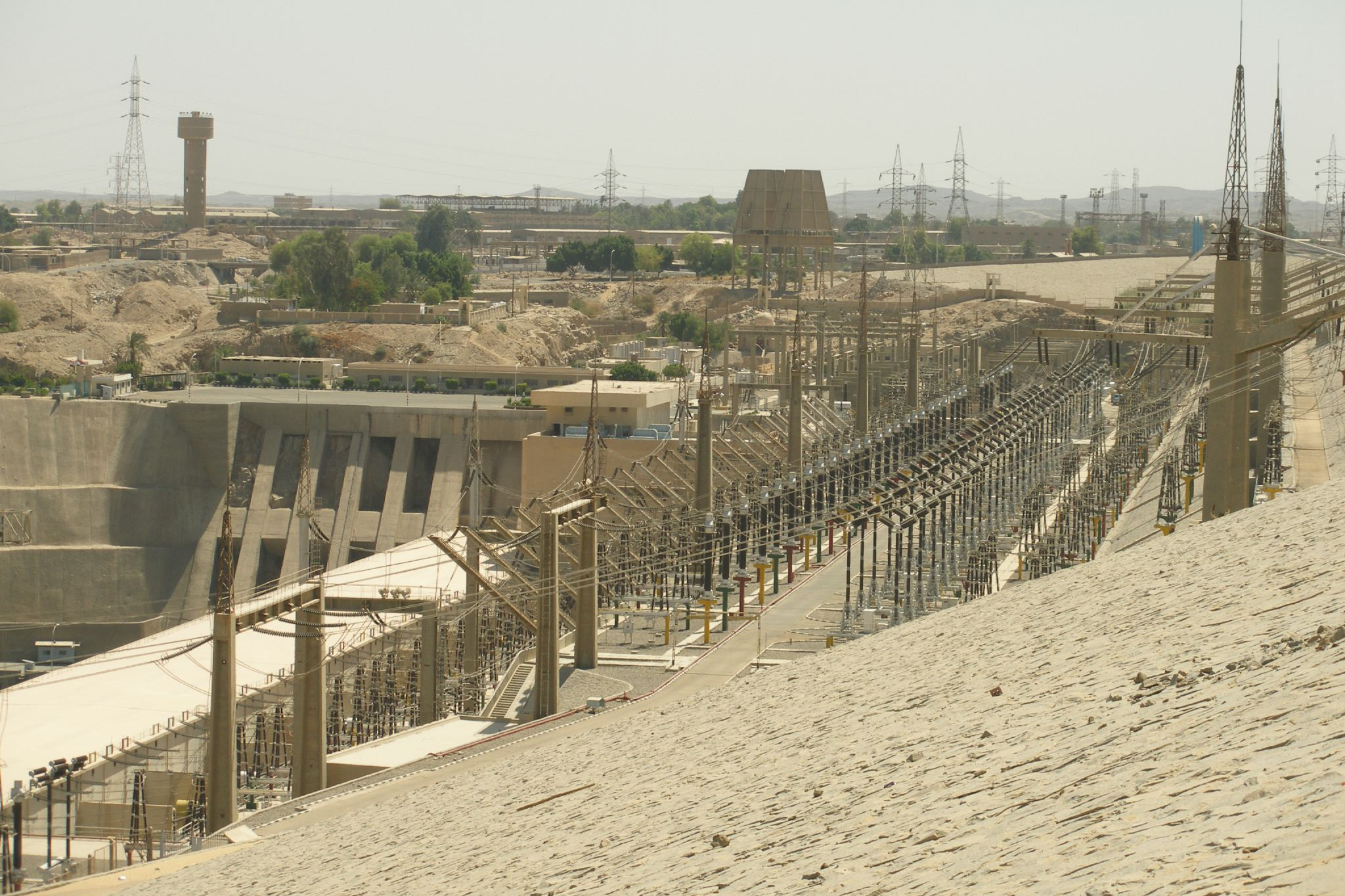
Электростанция
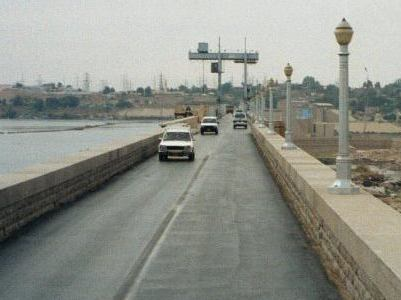
Асуанская нижняя плотина
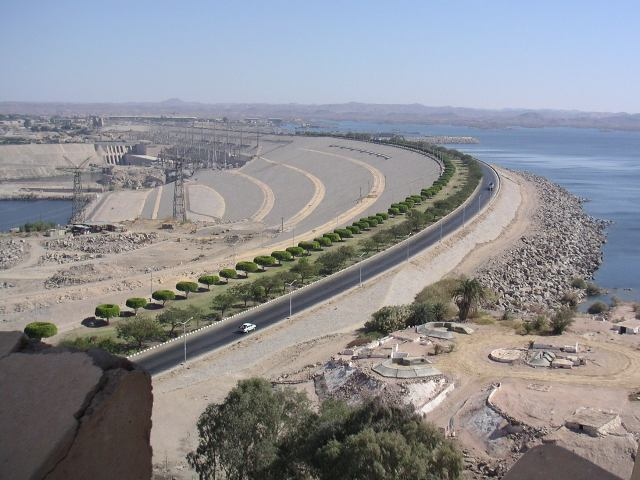
Высотная Асуанская плотина
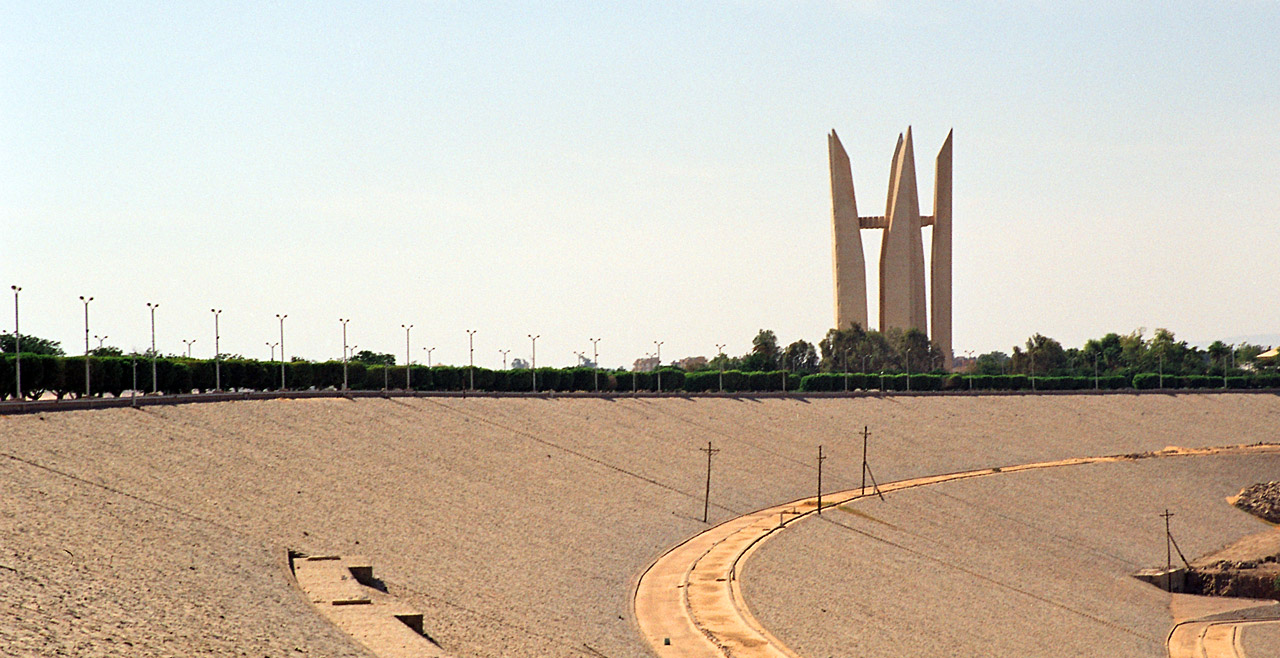
Вид с точки обзора в центре верхней плотины на «Башню лотоса»
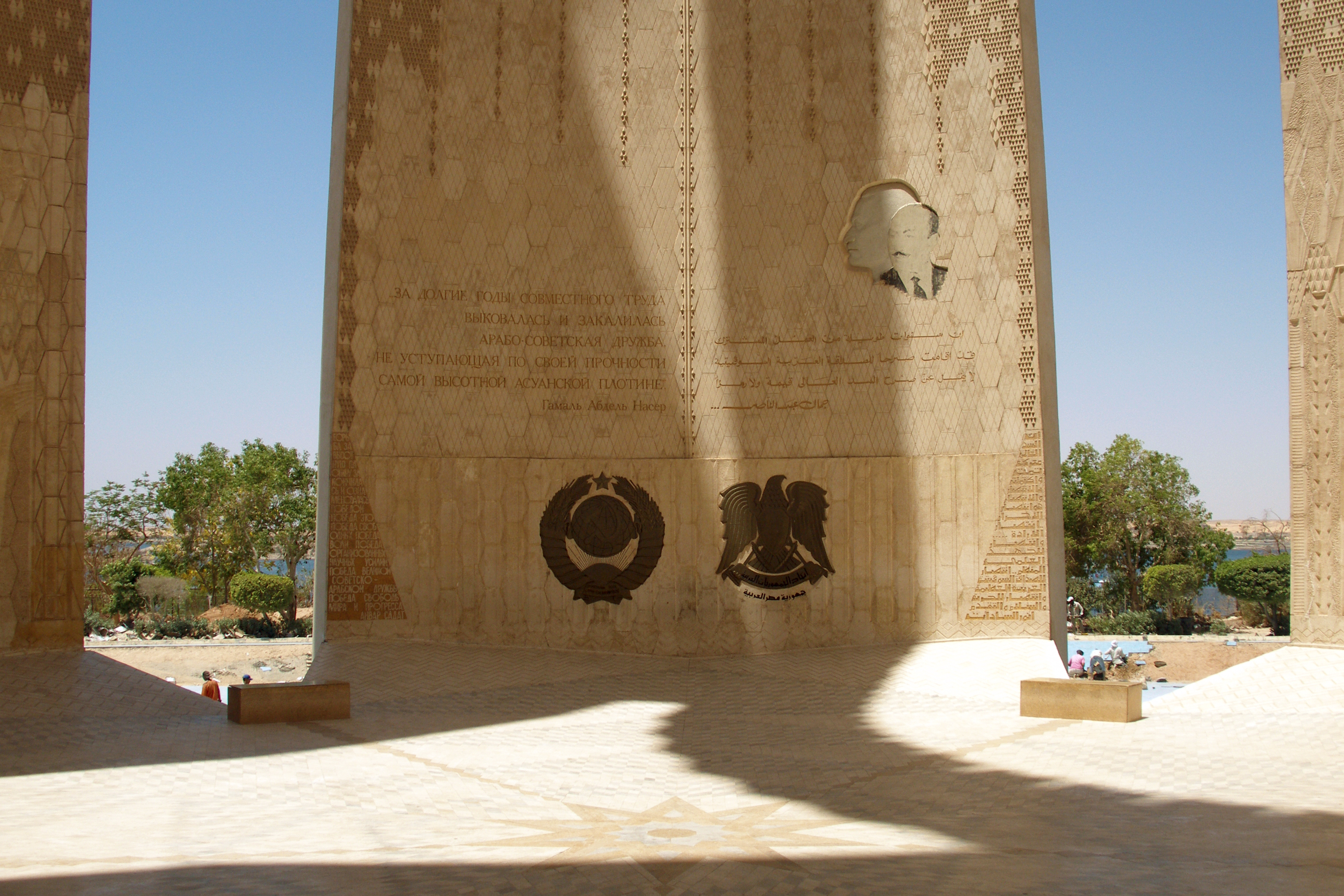
Центральный пилон монумента Арабо-Советской дружбы, скульптор Н. Вечканов
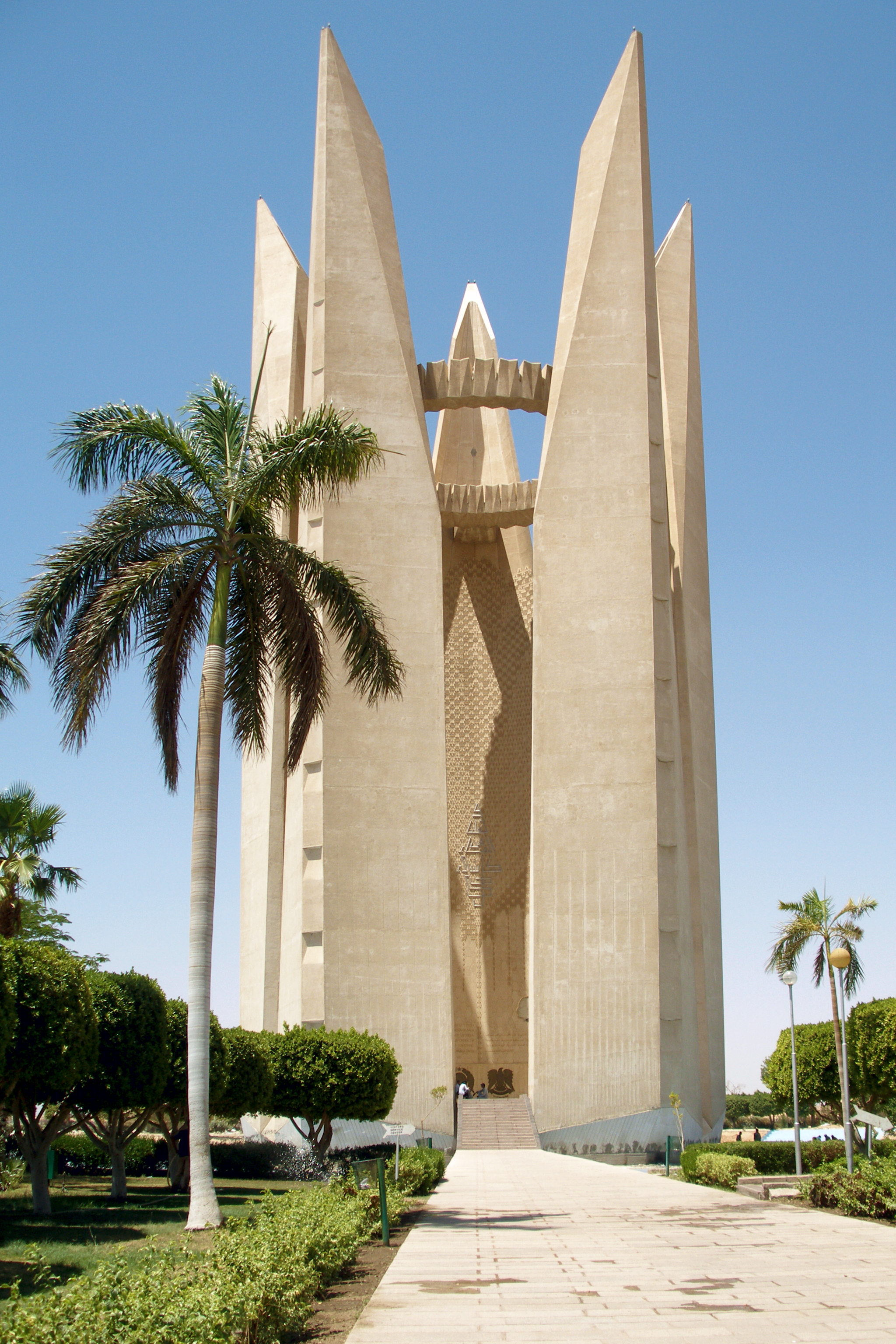
Монумент в честь Арабо-Советской дружбы, архитекторы П. Павлов и Ю. Омельченко, скульптор Н. Вечканов

## Конструктивные особенности

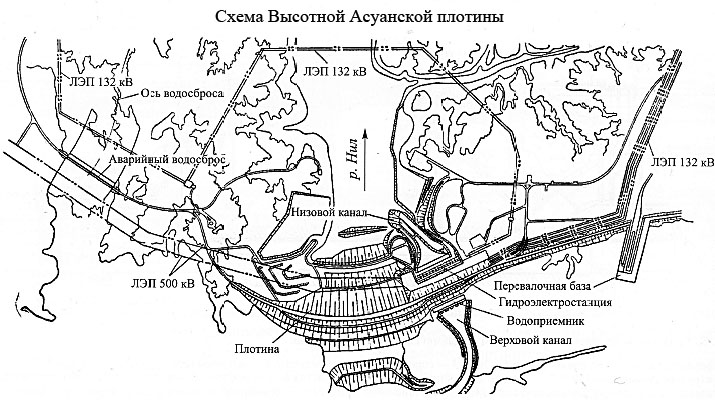
Схема Высотной Асуанской плотины

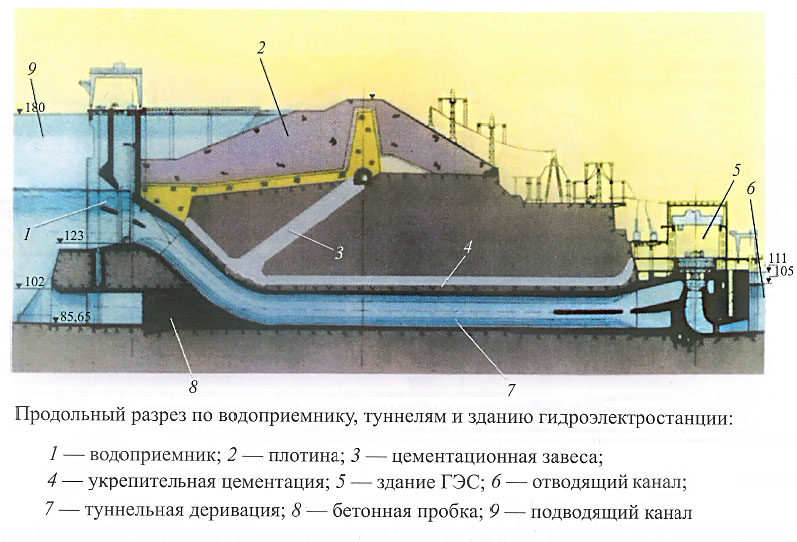
Продольный разрез по водоприёмнику, туннелям и зданию ГЭС Асуанской Высотной плотины

Особенностью гидростанции является конструкция водосбросов с выходом воды не под уровень воды низового канала, а в атмосферу с отбросом струи на расстояние 120—150 метров от здания гидроэлектростанции. Расход воды, выбрасываемой 12 водосбросными отверстиями, достигает 5000 м³ в секунду. Энергия потока гасится за счёт подъёма струи на 30 м выше уровня воды нижнего бьефа с последующим падением в канал глубиной около 20 м. Подобное решение впервые в мировой практике было применено при строительстве Куйбышевской ГЭС
На входном участке водоприёмника тоннели разветвлены на два яруса. Нижний ярус, который в настоящее время перекрыт бетонной пробкой, использовался для пропуска воды в строительный период. По верхнему ярусу вода подаётся к турбинам и водосбросам. На входе тоннелей размещено по два быстропадающих колёсных затвора высотой 20 метров.
Минимальное количество турбин определялось наибольшим диаметром рабочего колеса, которое можно провезти по Нилу через существующие шлюзы. Исходя из этого было построено шесть тоннелей диаметром 15 метров — по одному на две турбины.
Высотная Асуанская плотина состоит из 3 участков. Правобережный и левобережный участки плотины высотой 30 м имеют скальное основание, русловой участок длиной 550 м, высотой 111 м, имеет песчаное основание. Толщина залегания песков в основании 130 метров. Плотина была построена в существующем водохранилище глубиной 35 метров без устройства перемычек и осушения основания. Плотина имеет распластанный профиль и построена из местных материалов. Ядро и понур плотины выполнены из так называемых асуанских глин.

## История строительства

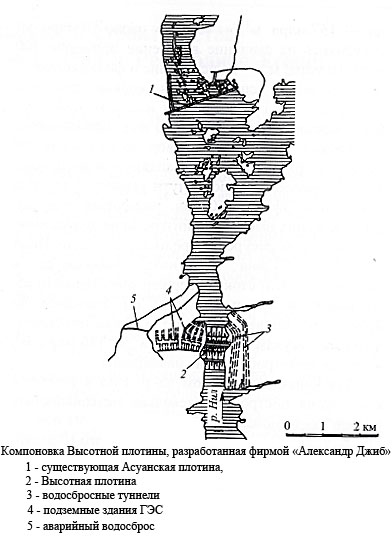
Компоновка Высотной плотины, разработанная фирмой «Александр Джиб»

Для управления стоком Нила первый проект постройки плотины ниже Асуана впервые был составлен в XI веке Ибн ал-Хайсамом. Однако проект не мог быть осуществлён при технических средствах того времени.
К 1950-м годам на Ниле было построено несколько низконапорных плотин. Наиболее высокая из них — Асуанская высотой 53 м в районе первого Нильского порога с ёмкостью водохранилища 5 млрд м. куб. была построена британцами. Строительство первой плотины началось в 1899 году, закончилось в 1902. Проект был разработан сэром Уильямом Виллкоксом и вовлёк несколько выдающихся инженеров, включая сэра Бенджамина Бейкра и сэра Джона Эрда, чья фирма, Джон Эрд и Компания, была главным подрядчиком. Высота построенной плотины в периоды 1907—1912 и 1929—1933 гг наращивалась, но она обеспечивала сезонное регулирование стока лишь частично.
После революции 1952 года для регулировки стока было разработано три варианта новой плотины. Первый — наращивание существующей Асуанской плотины, который был отвергнут потому что топография берегов не позволяла осуществить строительство плотины с заданной отметкой водохранилища. Второй и третий варианты предлагали разместить створ новой плотины в 6,5 и в 40 км выше существующей, что по условиям рельефа отвечало требованиям создания водохранилища многолетнего регулирования. По геологическим условиям и транспортным связям был выбран вариант размещения створа в 6,5 км выше Асуанской плотины. Но этот створ попадал в зону существующего водохранилища, что усложняло конструкцию плотины и технологию её возведения.
К 1952 году английской проектно-изыскательской фирмой «Александр Джиб» («Alexander Gibb»). был разработан проект Высотной Асуанской плотины. Была определена максимально возможная отметка верхнего бьефа водохранилища, предусматривающая возможность многолетнего регулирования стока Нила. Была определена ёмкость водохранилища — 157 млрд м куб. из которых около 30 млрд м куб. отводилось на заиление и 10 млрд м куб. — на испарение и фильтрацию. Этот проект предусматривал строительство водосбросных туннелей и транспортных туннелей общей протяжённостью 17 км. Водосбросные туннели должны были иметь диаметр 14,6 м и длину 2,1 км. Облицовку этих туннелей необходимо было выполнить железобетонной обделкой. Здание ГЭС должно было быть подземного типа с туннельным подводом и отводом воды.
4 декабря 1954  международный комитет представил правительству Египта отчёт, подтверждающий возможность осуществления проекта. Стоимость строительства оценивалась в 415 млн египетских фунтов, из которых 35 % приходилось на иностранную валюту для приобретения строительного и технологического оборудования. После этого правительство Египта приняло решение немедленно приступить к строительству. Финансирование строительства предполагалось осуществлять с помощью кредита Международного банка реконструкции и развития. 17 июля 1956 государственный департамент США объявил, что соглашение о предоставлении кредита Египту одобрено. Сумма кредита в 200 млн долл. была разделена между США (70 %) и Великобританией (30 %). Кредит должен был быть предоставлен Международным банком в виде займа. Однако через два дня, 19 июля, банк отозвал своё решение. Инвестиционная проблема, возникшая в результате отказа МБРР в финансировании проекта, отсутствие техники, специалистов в области гидростроительства, стали отправной точкой сближения Египта с СССР. 
В марте 1955 между СССР и Египтом было подписано первое торговое соглашение. Дипломатическая миссия в Каире преобразовалась в посольство, а 21 мая в Москве начались переговоры о поставках советского оружия, которые завершились подписанием соглашения. 26 июля 1956 года президент Абдель Насер объявил национализацию Суэцкого канала, ежегодные доходы от эксплуатации которого в размере 100 млн долл. будут направлены на строительство Высотной Асуанской плотины. Англия, Франция и Израиль спровоцировали военный конфликт, заняв в ходе Суэцкого кризиса канал войсками. В ответ Советский Союз вводит в Средиземное море военные корабли. Под давлением США 6 ноября 1956 года было принято решение о прекращении специальной военной операции; канал остался под управлением Египта. 
Для согласования с представителями правительства Объединенной Арабской Республики всех деталей и подготовки соответствующего соглашения между правительствами было решено отправить в Каир группу советских специалистов. 
В состав группы вошли следующие специалисты: 
- Никитин П.В. (руководитель группы) – заместитель председателя государственного комитета Совета Министров СССР по внешнеэкономическим связям; 
- Малышев Н.А. – заместитель начальника и главного инженера Всесоюзного НИИ «Гидропроект» министерства электростанций СССР
- Дунин-Барковский Л.В. – главный инженер Гидросовхоза Министерства сельского хозяйства СССР
- Ничипорович А.А. – профессор НИИ оснований и подземных сооружений Госстроя СССР
- Тепляков В.Ф. – начальник договорно-правового отдела Госкомитета Совета Министров СССР по внешнеэкономическим связям
- Комзин И.В. – главный эксперт по строительству Высотной Асуанской плотины. Он являлся членом президиума комитета солидарности стран Азии и Африки
27 декабря 1958  было подписано соглашение между СССР и Египтом об участии Советского Союза в строительстве Высотной Асуанской плотины и предоставлении кредита для этого строительства. В соответствии с этим соглашением Советский Союз предоставил кредит на 12 лет с нормой 2,5 % годовых на сумму 34,8 млн египетских фунтов на поставку оборудования и оказание технической помощи для работ первой очереди строительства, а 27 июля 1960 года было заключено дополнительное соглашение на сумму 78,4 млн фунтов на тех же условиях для завершения всех работ по гидроузлу. 
Кадровый состав был сформирован, в частности, из сотрудников и инженеров, принимавших участие в строительстве Куйбышевской ГЭС. Значительная часть работ была возложена на научно-исследовательский и проектно-изыскательский институт по проектированию энергосистем и электрических сетей «Энерго-сетьпроект», научно-исследовательский институт «Гидропроект» им. С.Я. Жука, на специалистов научно-исследовательского энергетического института им. Г.М. Кржижановского. 
Генеральным проектировщиком был назначен институт «Гидропроект», главным инженером Н. А. Малышев, главным советским экспертом — И. В. Комзин, заместителем главного эксперта — Георгий Александрович Радченко, заместителем главного эксперта по снабжению — Г. И. Сухарев, заместителем главного эксперта по кадрам — Виталий Георгиевич Морозов, руководителем административной группы — Виктор Иванович Кулыгин.
Советский проект гидроузла отличался от утверждённого коренным образом. Был сохранён район створа, но плотина была размещена на 400 метров выше, деривация была принята комбинированной. Основную её часть составляют подводящий и отводящий каналы, и только участок в 315 метров выполнен в виде шести туннелей диаметром по 15 метров. Для создания деривации была выполнена открытая скальная выемка глубиной до 70 метров и объёмом около 10 млн м. куб. Камень из этой выемки использовали для отсыпки в плотину и для планировки строительной площадки. Туннели длиной по 315 метров в строительный период после перекрытия русла отводили воду на недостроенное здание ГЭС, а во время эксплуатации вода по ним подаётся к турбинам и водосбросам, также размещённым в здании ГЭС.
Система управления строительством начала формироваться в 1952 году. В начале было создано несколько специализированных комитетов. 19 октября 1955 года при Совете Министров было создано Управление Высотной Асуанской плотины во главе с премьер-министром. В 1958 году был образован Высший комитет Высотной Асуанской плотины. 16 августа 1961 года республиканским указом было образовано Министерство Высотной Асуанской плотины. Этим же указом было образовано Управление строительства. Министром был назначен Мусса Арафа. 1962 году этот пост занял Азиз Мухаммед Сидки.
Был организован Учебный центр по всем основным строительно-монтажным специальностям, в котором обучение проводилось по программам Советского Союза. За год в учебном центре проходило подготовку 5 тысяч человек. Всего за период строительства прошли обучение около 100 тысяч.

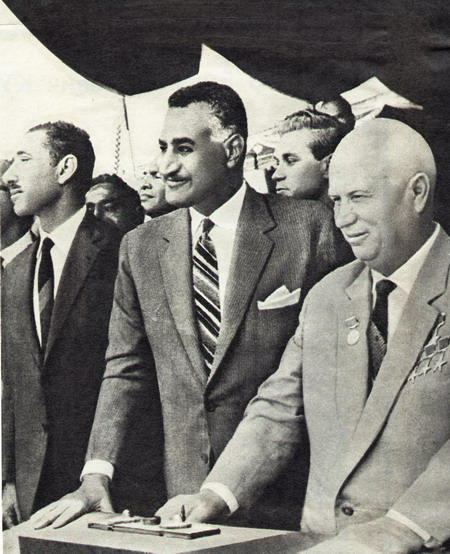
Н. С. Хрущёв и президент Египта Гамаль Абдель Насер на церемонии перекрытия Нила на Асуанской плотине 15 мая 1964 года

День официального открытия строительства — 9 января 1960 года. В этот день президент Египта нажав красную кнопку пульта взрывного устройства, произвёл взрыв скальной породы в котловане будущих сооружений. 15 мая 1964 года было произведено перекрытие Нила. В этот день строительную площадку посетили Никита Сергеевич Хрущёв, президент Алжира Ферхат Аббас и президент Ирака Абдул Салам Ареф. Верхняя плотина была закончена 21 июля 1970 года, однако водохранилище начало заполняться уже с 1964 года, когда был завершён первый этап постройки плотины. Водохранилище поставило под угрозу исчезновения многие памятники археологии, поэтому была предпринята спасательная операция под эгидой ЮНЕСКО, в результате которой 24 основных памятника были перемещены в более безопасные места или переданы странам, которые помогли с работами (Храм Дебод в Мадриде, Храм Дендур в Нью-Йорке, Храм из Тафиса в Лейдене). Интересный факт, перед взрывом президент Гамаль Абдель Насер поместил в фундамент деревянный ящик, в котором находились Священный Коран, правила Управления по строительству плотин и арабские газеты, изданные в тот же день, а также египетские монеты, находившиеся в кармане Абделя Насера, на сумму 39 фунтов и 34 пиастра, а также марокканская и сирийская монета, помещённые Его Величеством королём Марокко Мухаммедом V и бывшим президентом Сирии Шукри Аль-Куватли, которые участвовали в церемонии.
Торжественное открытие и ввод в эксплуатацию Асуанского гидроэнергетического комплекса состоялись 15 января 1971 года при участии Президента ОАР Анвара Садата, который перерезал ленточку в голубой арке на гребне плотины, и Председателя Президиума Верховного совета СССР Н. В. Подгорного.
В середине мая 2014 года в Египте широко отмечалось 50-летие перекрытия Нила — ключевого события в совместном строительстве высотной Асуанской плотины. В праздновании участвовала представительная делегация российской общественности. На торжественном заседании в Каирской опере выступил премьер-министр Ибрагим Махляб, а посол России Сергей Кирпиченко зачитал приветственную телеграмму российского президента В. В. Путина временному президенту Египта Адли Мансуру.

## Экономическое значение
После строительства Асуанского гидроузла были предотвращены негативные последствия наводнений 1964 и 1973 годов, а также засух 1972—1973 и 1983—1984 годов. Вокруг водохранилища Насера образовалось значительное количество рыбных хозяйств.
На момент пуска последнего агрегата в 1970 году электростанция была 6-й по мощности ГЭС в мире — гидроузел вырабатывал более половины всей электроэнергии в стране; в 1998 году — 15 %.

## Экологические проблемы
Кроме выгод перекрытие Нила вызвало множество экологических проблем. Были затоплены обширные территории нижней Нубии, что привело к переселению более чем 90 000 человек. Под водами водохранилища Насер оказались ценные археологические участки. Плодородный ил, который ежегодно намывался при наводнениях в нильские поймы, теперь задерживается выше плотины и постепенно уменьшает глубину Насера, правда, при сохранении напора. 
Имеет место некоторая эрозия сельхозугодий вниз по реке. Эрозия линии берегов, из-за нехватки новых отложений от наводнений, в конечном счёте вызовет потерю рыболовства в озёрах – крупнейшего источника пресноводной рыбы в Египте. Понижение дельты Нила приведёт к наплыву морской воды в её северную часть, где сейчас находятся рисовые плантации. Сама дельта, не удобряемая больше нильским илом, потеряла своё былое плодородие. Производство красного кирпича, при котором используется глина дельты, также оказалось затронуто. В восточном Средиземноморье наблюдается существенная эрозия береговых линий из-за нехватки песка, который ранее приносился Нилом.
Искусственные удобрения, в отличие от речного ила, вызывают химическое загрязнение. Недостаточный ирригационный контроль привёл к тому, что некоторые сельхозугодья оказались уничтожены в результате подтопления и засоления. 
Средиземноморские рыбные ресурсы также пострадали в результате строительства плотины, поскольку морская экосистема сильно зависела от богатого потока фосфатов и силикатов из Нила — средиземноморские уловы снизились почти наполовину. Участились случаи заболевания шистосомозом, так как большое количество водорослей в водохранилище Насер способствует размножению улиток — переносчиков данного заболевания.
В конце 1990-х водохранилище Насер начало расширяться на запад и затоплять низменность Тошка. Для предотвращения этого явления был построен канал Тошка, позволяющий отвести часть вод Нила в западные регионы страны.
Канал Тошка связывает водохранилище с озером Тошка. Водохранилище Насер имеет 550 км длины и 35 км максимальной ширины; площадь его поверхности составляет 5250 км², а полный объём — 132 км³.